# 2025년 동계 아시안 게임 알파인스키
2025년 동계 아시안 게임 알파인스키는 2025년 동계 아시안 게임의 정식 종목으로 진행된 알파인 스키 경기이다. 2월 8일부터 9일까지 하얼빈의 야부리 스키 리조트에서 열렸다.

## 경기 방법
경기는 야부리 스키 리조트에서 열리며, 회전 1개 부문만 열린다. 회전 부문은 기문 사이를 지그재그로 회전해 슬로프를 내려오는 속도를 겨루는 종목이다. 이번 알파인 스키 종목은 "알파인 스키 스타디움"에서 열리며 총 수직 높이 195 m, 총 경기장 길이 602 m, 평균 폭 45 m, 평균 기울기 18°(33%)의 J자 코스에서 열린다.

## 경기 날짜
| 날짜    | 시간  | 종목      |
| ------- | ----- | --------- |
| 2월 8일 | 10:00 | 여자 회전 |
| 2월 8일 | 13:00 | 여자 회전 |
| 2월 9일 | 10:00 | 남자 회전 |
| 2월 9일 | 13:00 | 남자 회전 |

## 메달 집계

### 국가별 메달
*   개최국 (중화인민공화국)
| 순위       | 나라       | 금 | 은 | 동 | 합계 |
| ---------- | ---------- | -- | -- | -- | ---- |
| 1          | 일본       | 2  | 0  | 2  | 4    |
| 2          | 대한민국   | 0  | 2  | 0  | 2    |
| 합계 (2개) | 합계 (2개) | 2  | 2  | 2  | 6    |

### 메달리스트
| 종목             | 금                         | 은                    | 동                       |
| ---------------- | -------------------------- | --------------------- | ------------------------ |
| 남자 회전 자세히 | 고야마 다카유키 일본 (JPN) | 정동현 대한민국 (KOR) | 가메다 네오 일본 (JPN)   |
| 여자 회전 자세히 | 마에다 지사키 일본 (JPN)   | 김소희 대한민국 (KOR) | 와타나베 에렌 일본 (JPN) |

## 참가국
- 네팔 (4)
- 대한민국 (8)
- 레바논 (5)
- 말레이시아 (1)
- 몽골 (8)
- 부탄 (1)
- 사우디아라비아 (3)
- 싱가포르 (1)
- 아랍에미리트 (5)
- 요르단 (1)
- 우즈베키스탄 (8)
- 이란 (2)
- 인도 (8)
- 일본 (8)
- 중화인민공화국 (8)
- 중화 타이베이 (3)
- 카자흐스탄 (8)
- 쿠웨이트 (2)
- 키르기스스탄 (8)
- 타지키스탄 (4)
- 태국 (6)
- 파키스탄 (1)
- 홍콩 (8)